# سامسونج ويف إس 8530
سامسونج ويف 2 أس 8530 (بالإنجليزية: Samsung Wave II S8530)‏ هو هاتف محمول من إلكترونيات سامسونج يعمل بنظام بادا صدر تجاريا في أكتوبر 2010.

## الخصائص
- نظام التشغيل: بادا
- الشاشة: إل سي دي 800×480
- الوزن: 135 غرام
- المعالج: 1 جيجا هرتز
- الذاكرة: 2 جيجابايت